# Thierry Neuville
Pour les articles homonymes, voir Neuville.
Thierry Neuville, né le 16 juin 1988 à Saint-Vith, est un pilote de rallye belge. Engagé en championnat du monde des rallyes depuis 2012, il est titulaire au sein de l'équipe Hyundai World Rally Team depuis 2014. Il est sacré champion du monde des rallyes WRC en 2024, après avoir été 8 fois sur le podium : vice-champion du monde à cinq reprises (2013, 2016, 2017, 2018 et 2019) et troisième trois fois (2021, 2022 et 2023).
Son copilote est son compatriote Martijn Wydaeghe depuis 2021. Auparavant, l'ensemble de ses participations en WRC ont été accomplies avec Nicolas Gilsoul.

## Carrière

### 2007: débuts en compétition
Thierry Neuville débute en rallye en 2007 sur une Opel Corsa au Luxembourg. L’année suivante, il remporte le Rally Contest organisé par le Royal Automobile Club de Belgique. En 2009, il prend part pour la première fois à l’Intercontinental Rally Challenge et surtout il fait ses débuts en championnat du monde avec le rallye de Catalogne au volant d’une Citroën C2 R2 Max.

### 2010: championnat du monde junior et Intercontinental Rally Challenge (IRC)
Lors de la saison 2010, il s'engage en championnat du monde junior où il termine septième. Il roule aussi en Intercontinental Rally Challenge (Challenge intercontinental des rallyes) pour Peugeot Sport Belgium-Luxembourg sur une Peugeot 207 S2000 préparée par l'équipe Kronos Racing. Son copilote est Nicolas Gilsoul. Il participe, entre autres, au rallye d'Ypres le 25 juin 2011 où il est contraint d'abandonner pour casse mécanique. Encore jeune, il a cependant déjà un style qui laisse penser qu'il va continuer à évoluer et devenir un grand pilote de rallye.

### 2012:1resaison complète en WRC avec Citroën
En 2012, Thierry Neuville rejoint le Citroën Junior Team et participe au championnat du monde au volant d'une Citroën DS3 WRC pour sa première saison complète en WRC. Il signe sa meilleur prestation au Rallye de France (Alsace) terminant 4e et inscrivant 6 scratchs dans ce rallye. Il termine 7e du championnat avec 53 points au compteur.

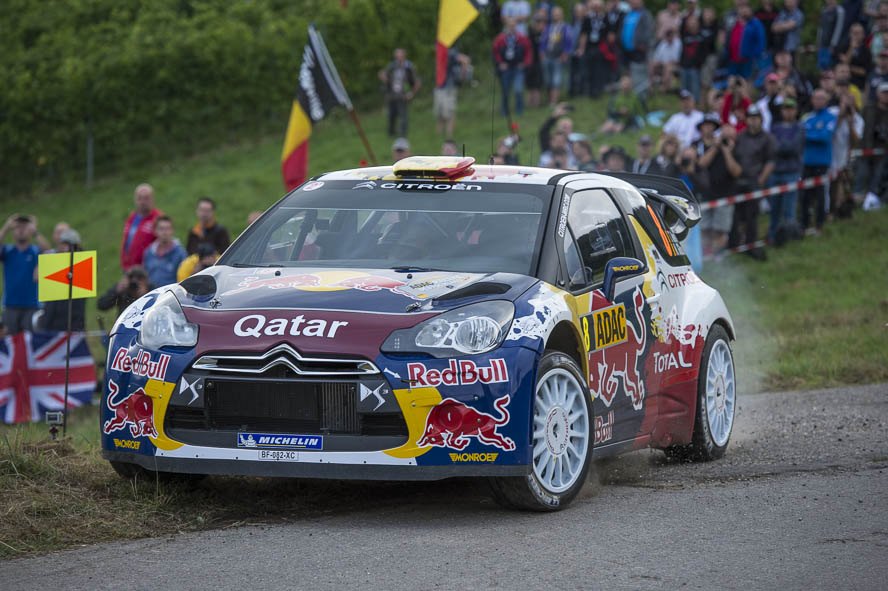
Thierry Neuville lors du Rallye d'Allemagne 2012.

### 2013: Vice-champion du monde avec M-Sport

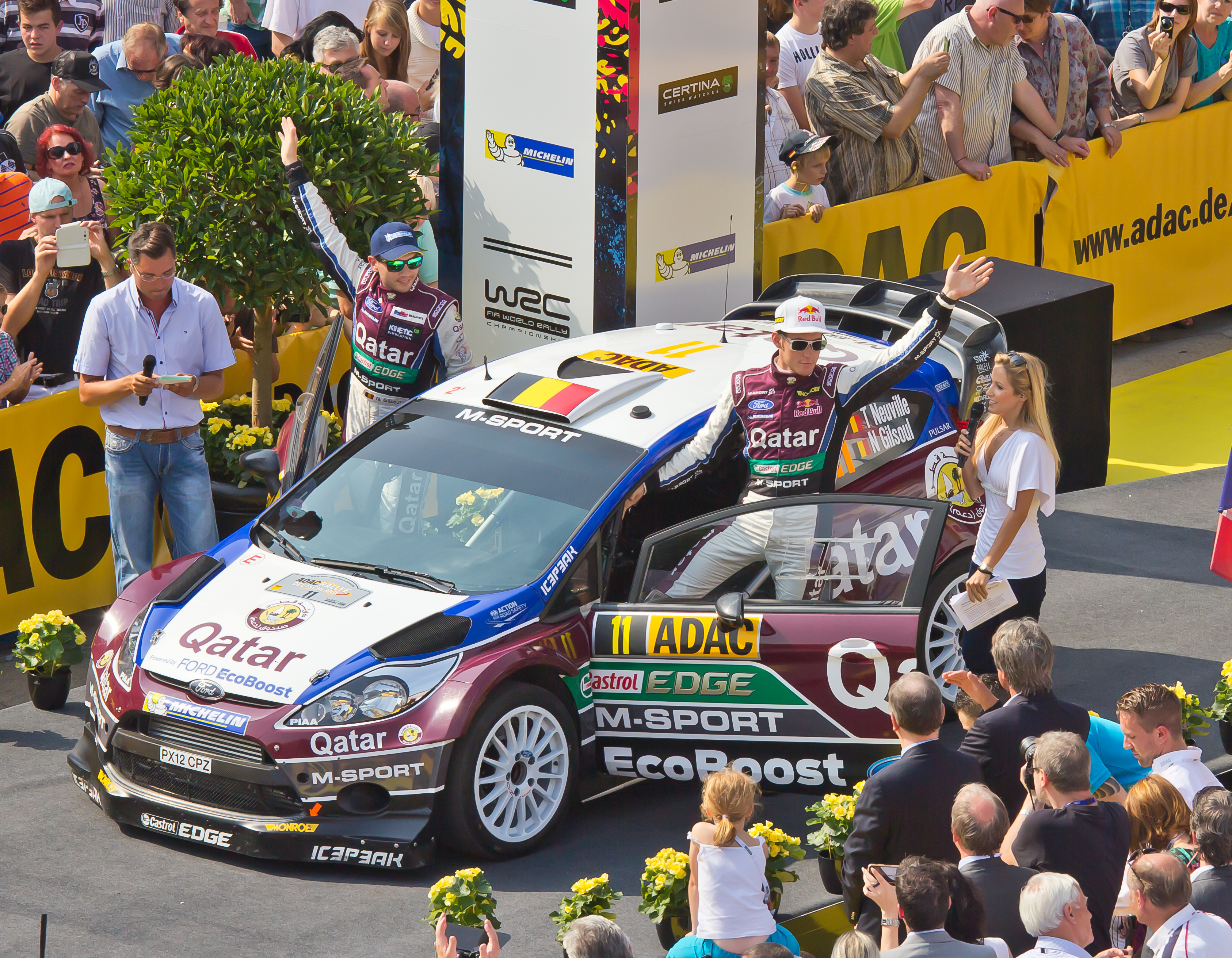
Thierry Neuville lors de la présentation des pilotes du Rallye d'Allemagne 2013.

En 2013, le Qatari Nasser al-Attiyah propose un contrat à Thierry Neuville, qui l'accepte. Neuville rejoint donc l'équipe Qatar World Rally Team au sein de laquelle il effectue un programme complet au volant d'une Ford Fiesta RS WRC. Après une phase d'apprentissage poursuivie chez Citroën l'année précédente, Thierry Neuville commence à faire ses preuves et gagne en maturité. Il gagne de nombreuses étapes spéciales et assure 7 podiums dont trois secondes places derrière Sébastien Ogier, en Sardaigne, en Finlande, et en Australie. Fin septembre, il se classe 2e du championnat des pilotes, puis il termine la saison avec le titre honorifique de vice-champion, notamment grâce à ses quatre deuxièmes places consécutives. Il se pose ainsi comme un pilote à surveiller, toujours à la recherche de son premier succès.

### 2014-2015: Débuts avec Hyundai et1revictoire
Pour la saison 2014, Thierry Neuville devient le pilote no 1 de l'équipe Hyundai World Rally Team, l'équipe officielle du constructeur coréen Hyundai qui refait son retour en championnat du monde. Malheureusement sa saison commence mal, puisqu'il abandonne au rallye Monte-Carlo après avoir effectué une sortie de route dès la première spéciale.
Durant le rallye de Suède, il est contraint à l'abandon après avoir percuté un rocher qui lui brise une roue lors de la première spéciale du 2e jour. Il peut repartir le lendemain en rallye 2, mais il termine le rallye à la 28e place.

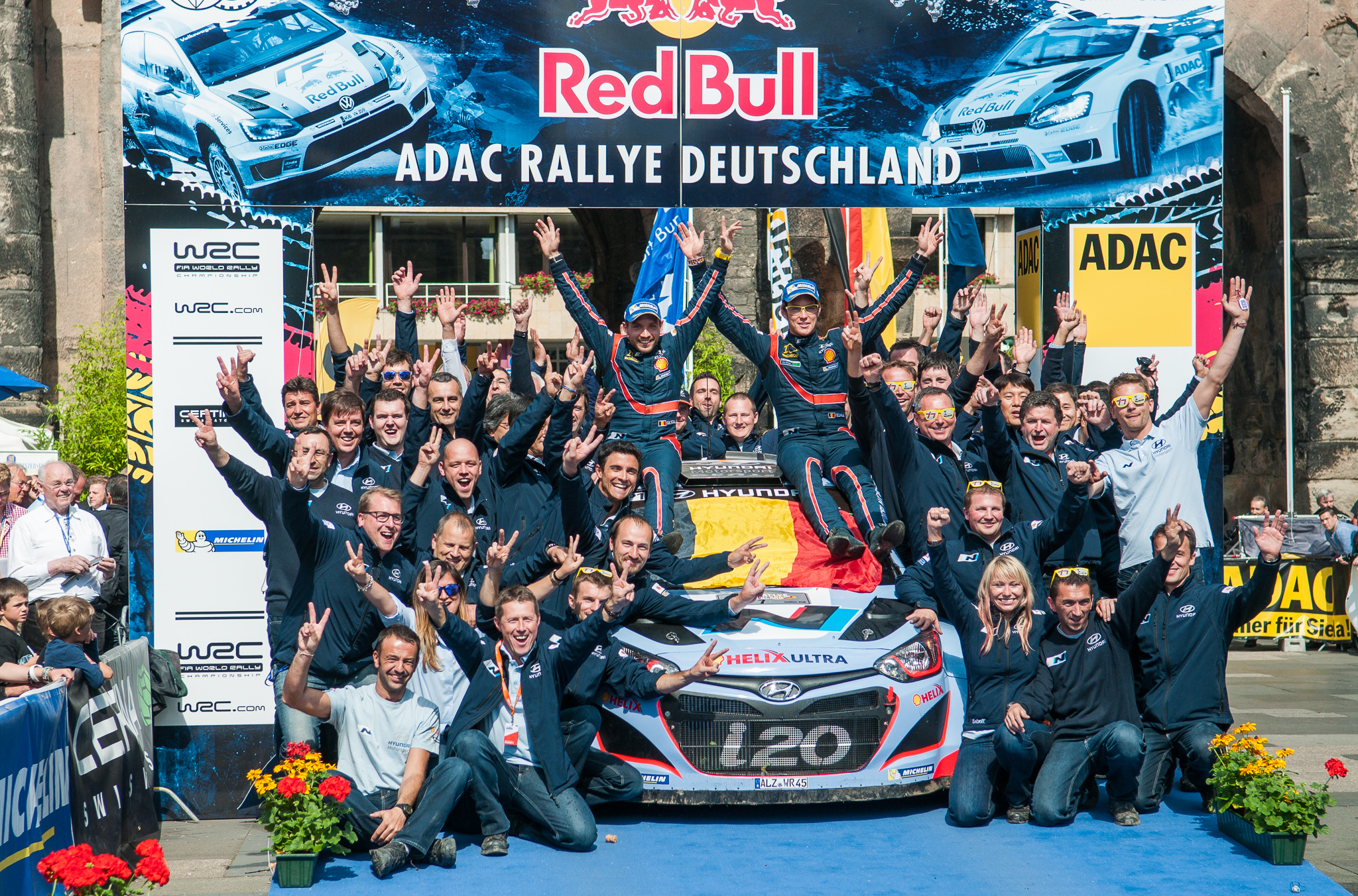
Première victoire en WRC pour Thierry Neuville lors du rallye d'Allemagne 2014.

Le pilote belge parvient in-extremis à monter sur la troisième marche du podium à l'issue du rallye du Mexique et à remporter les premiers points de la saison pour lui-même et pour Hyundai. En effet, après la dernière spéciale de ce rallye, Neuville se situe à la troisième place du classement général derrière Ogier et Latvala. Mais en ralliant le parc d'assistance, il constate que son moteur surchauffe à la suite d'une fuite de son radiateur. Heureusement pour lui, une bouteille de bière mexicaine lui a été remise à l'arrivée de la dernière spéciale, et c'est en versant son contenu dans son radiateur en guise de liquide de refroidissement qu'il parvient à rejoindre le parc d'assistance et à éviter sa disqualification. Au Portugal, il obtient la septième place. Lors du rallye suivant, en Argentine, malgré divers problèmes, il termine sa course au cinquième rang. En Sardaigne, il termine à la seizième place. En Pologne, il profite des problèmes rencontrés par ses concurrents pour monter sur la dernière marche du podium. Au rallye de Finlande, il est contraint à l'abandon pour problèmes mécaniques.
Le Rallye d'Allemagne, disputé au mois d'août, est un tournant majeur pour sa carrière. Son rallye démarre pourtant mal à cause d'une sortie de route spectaculaire lors du shakedown, mais les mécaniciens parviennent à remettre sa voiture en état de marche. En troisième position le dimanche matin, il profite des abandons des deux pilotes de tête Jari-Matti Latvala puis Kris Meeke pour prendre le commandement et obtenir sa première victoire en WRC. Il offre en même temps la première victoire de la saison à son équipe Hyundai WRT qui par la même occasion signe un doublé, son équipier Daniel Sordo ayant terminé deuxième de l'épreuve. Il termine la saison à la 6e place du classement général.
Lors de la saison 2015, Thierry Neuville, toujours avec l'équipe Hyundai World Rally Team, termine à deux reprises sur le podium, en Suède et en Italie. Il se classe sixième du championnat des pilotes et premier pilote Hyundai.

### 2016-2019: Vice-champion du monde

#### 2016
En 2016, Thierry Neuville débute par un podium sur le Rallye Monte-Carlo, avec une troisième place derrière Sébastien Ogier et Andres Mikkelsen. Il doit cependant faire face à un début de saison compliqué, avec des problèmes mécaniques à répétition sur les épreuves suivantes, étant même victime d'une panne d'essence dans la onzième spéciale Rallye du Portugal.

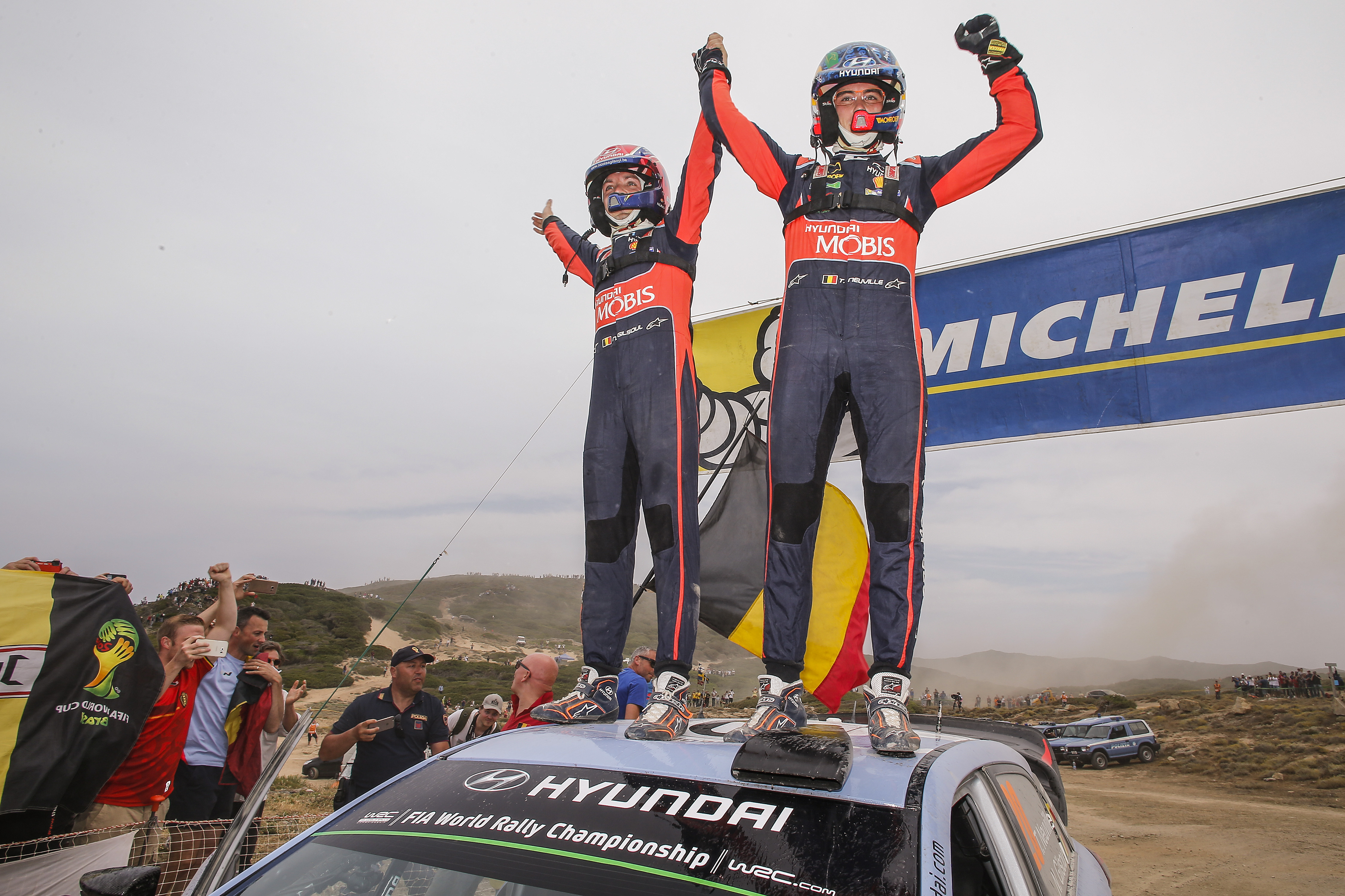
Thierry Neuville et Nicolas Gilsoul vainqueurs du Rallye de Sardaigne 2016.

Thierry Neuville se présente alors en Sardaigne, avec seulement 23 points, après cinq épreuves du championnat du monde des Rallyes, et une dixième place provisoire au classement des pilotes. Profitant de sa position sur la route, le Belge remporte la deuxième victoire de sa carrière en WRC, à l'occasion du Rallye de Sardaigne, sixième manche du championnat du monde des Rallyes. Il s'y impose devant les pilotes Volkswagen, le Finlandais Jari-Matti Latvala et le Français Sébastien Ogier. À l'issue de la Power Stage, le pilote belge déclarera qu'avoir mené depuis le début du rallye l'a beaucoup aidé, félicitant également son équipe pour le travail effectué. Thierry Neuville met ainsi fin à la série de victoires du champion du monde en titre, Sébastien Ogier, sur le Rallye de Sardaigne, qui y était invaincu depuis 2013.
Lors des sept dernières épreuves du WRC 2016, il ne quitte plus les quatre premières places, signant par la même occasion cinq podiums, ce qui lui permet de terminer la saison à la seconde place du championnat avec 160 points, derrière le Français Sébastien Ogier (268 points).

#### 2017
La saison 2017 marque le début d'une nouvelle ère avec des WRC plus légères et plus puissantes, ainsi que des critères aérodynamiques redéfinis, à la suite d'un nouveau règlement technique. Thierry Neuville ainsi que ses coéquipiers Hayden Paddon et Dani Sordo chez Hyundai, se présentent au départ de cette saison 2017 avec la nouvelle i20 Coupé WRC.

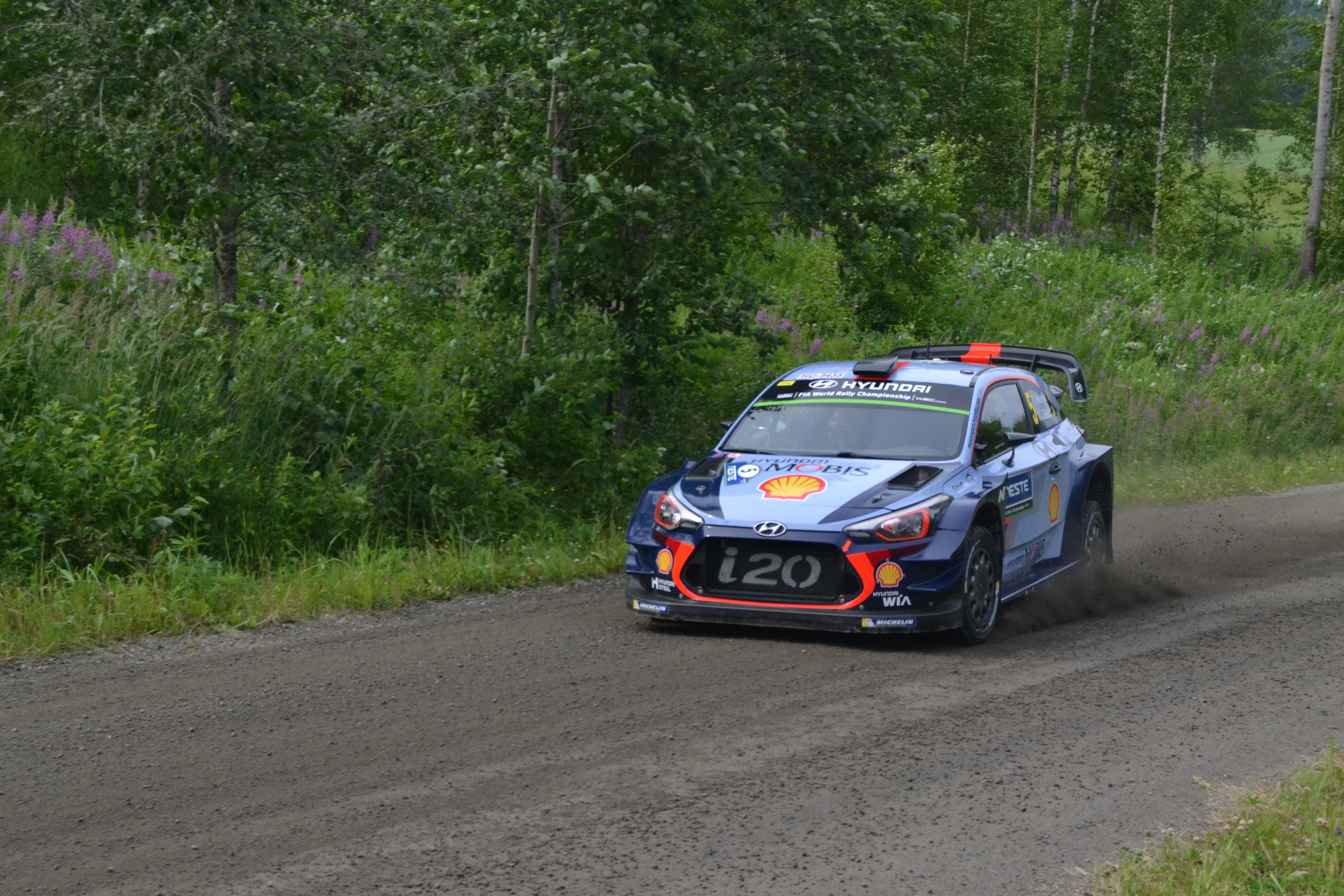
Thierry Neuville lors du rallye de Finlande 2017.

Dès la première épreuve de la saison, le rallye Monte-Carlo, le pilote belge impose sa pointe de vitesse à ses concurrents, qui ne peuvent rivaliser, alors en tête du rallye avec 51 secondes d'avance sur son premier poursuivant, Sébastien Ogier, il part à la faute dans la 13e spéciale, endommageant sa roue arrière, il est contraint de réparer sur place, laissant la victoire au Français. Trois semaines plus tard, au Rallye de Suède, le même schéma se reproduit. À nouveau solide leader après 14 spéciales, il dispose de 43 secondes d'avance sur Jari-Matti Latvala, lorsqu'il endommage la direction de sa Hyundai dans la super spéciale, le pilote finlandais en profite pour remporter son quatrième Rallye de Suède.
Thierry Neuville renoue avec le succès à l'occasion des Legend Boucles de Bastogne, qu'il remporte pour la première fois, avec 18 meilleurs temps en 18 spéciales. De retour en WRC, il enchaîne avec un podium sur le premier rallye terre de la saison, terminant troisième du rallye du Mexique. Il signe également 4 temps scratchs au Mexique, dont le gain de la Power Stage, qui lui permet de se replacer au classement des pilotes du championnat du monde des rallyes 2017, après ses déconvenues de début de saison. Sur l'épreuve suivante, le Tour de Corse, le Belge n'est pas le plus rapide lors de la première journée, mais, après avoir effectué différents réglages sur sa voiture, il augmente son rythme dans les spéciales du weekend, pour finalement venir remporter l'épreuve, la troisième victoire de sa carrière en WRC. Il est le quatrième vainqueur différent depuis le début de la saison, en autant de manches du WRC 2017. Hyundai est également le quatrième constructeur à voir une de ses voitures s'imposer en 2017, après Ford, Toyota et Citroën.
La saison se poursuit avec le rallye d'Argentine. Thierry Neuville pointe à plus d'une minute du leader Elfyn Evans après la première journée du vendredi. Il entame sa remontée dès le lendemain, profitant également de quelques soucis mécaniques pour le pilote gallois. Avant la dernière spéciale il est pointé à six dixièmes de seconde de ce dernier. C'est au terme d'un suspense intense, que le Belge remporte le Rallye d'Argentine pour moins d'une seconde sur Elfyn Evans, à la suite de son ultime temps scratch dans la Power Stage.
À la suite du rallye de Finlande, Thierry Neuville et Nicolas Gilsoul passent en tête du classement mondial, devenant le premier équipage belge à occuper cette position.
Les deux courses suivantes se passent moins bien avec une 44e place et un abandon. Malgré une 2e place et une victoire sur les deux dernières courses, il finit 2e du championnat.

#### 2018

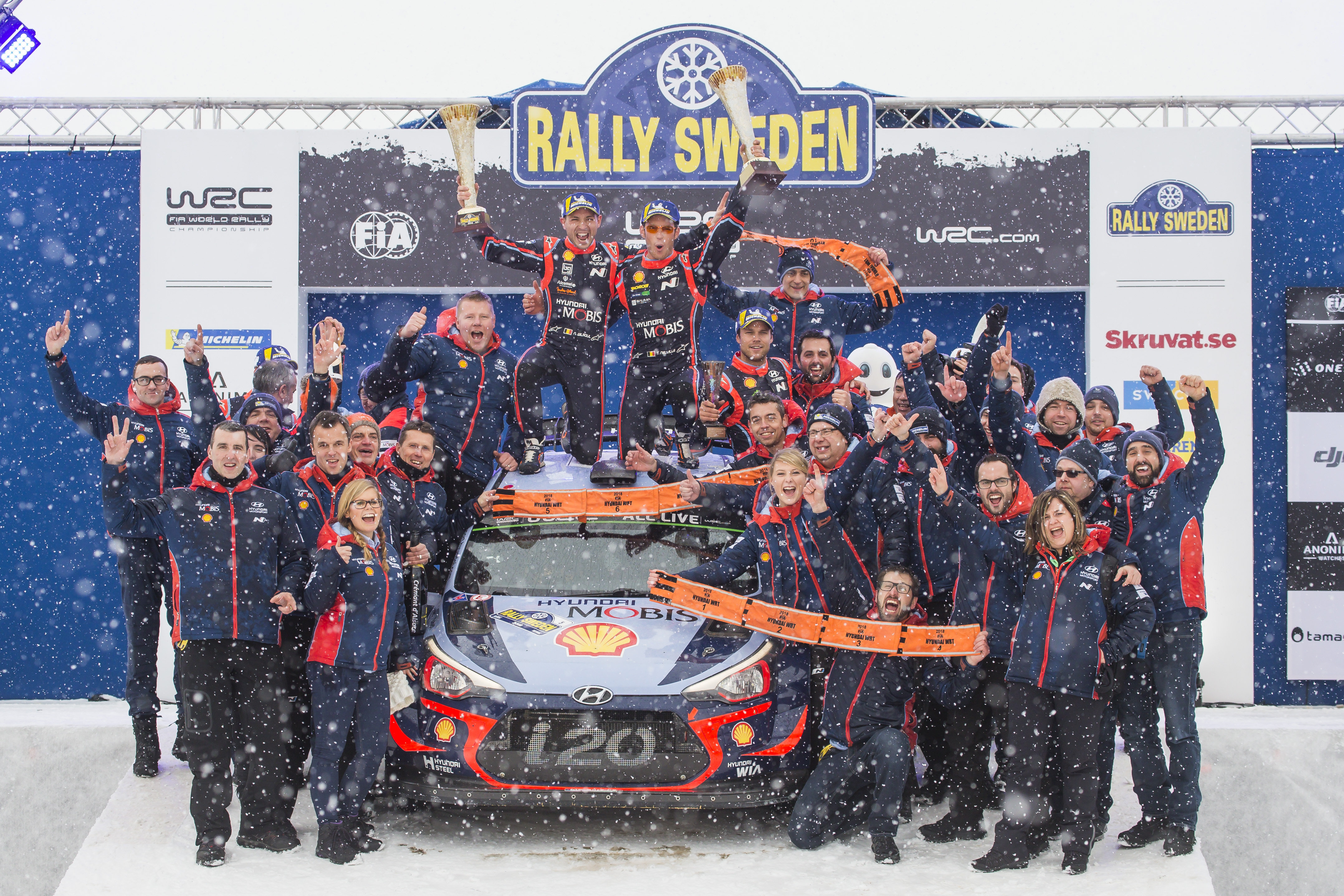
Thierry Neuville et Nicolas Gilsoul célébrant leur victoire au Rallye de Suède.

La saison débute avec le Rallye Monte-Carlo que Thierry Neuville conclut à la 5e place. Il s'impose ensuite lors du Rallye de Suède et prend la tête du championnat du monde. Au Mexique et en Corse, il termine 6e et 3e, alors que Sébastien Ogier gagne les deux rallyes et repasse en tête du championnat. En Argentine, Neuville termine deuxième derrière Ott Tänak. Au Portugal, il remporte le rallye et profite de l'abandon du rival Ogier pour reprendre le tête du championnat. Le 10 juin 2018, lors du Rallye de Sardaigne, Thierry Neuville remporte sa troisième victoire de la saison devant Sébastien Ogier pour 0,7 seconde, repoussant ainsi son dauphin à 27 points. Au rallye de Finlande, Thierry Neuville, en difficulté sur le tracé finlandais, ne termine que neuvième et son rival français cinquième. Après ce rallye, Thierry Neuville compte 21 points d'avance sur Sébastien Ogier. Le Rallye d'Allemagne lui est plus favorable puisqu'il termine deuxième, augmentant son avance sur le Français de deux points.
Cependant, il termine le Rallye de Turquie qu'à la 16e place puis termine 5e du Rallye de Grande-Bretagne tandis que Sébastien Ogier s'y impose. Il est encore devancé par le Français en Catalogne et retombe à la 2e place au championnat avec trois points de retard sur Ogier. Le titre se joue lors de la dernière manche en Australie mais Neuville est contraint à l'abandon à la suite d'une sortie de piste survenue en attaquant sous des conditions boueuses. Le pilote belge se classe ainsi 2e du championnat 2018 remporté par Sébastien Ogier.

#### 2019
La saison 2019 commence par deux podiums pour Thierry Neuville avec une deuxième place au Rallye Monte-Carlo battu de peu par Sébastien Ogier et une troisième place au Rallye de Suède. Il termine en revanche au pied du podium au Rallye du Mexique.
C'est au Tour de Corse que Thierry Neuville remporte sa première victoire de la saison en bénéficiant d'une crevaison de Elfyn Evans dans l’ultime spéciale. Vient ensuite le Rallye d'Argentine où il arrive en meneur du championnat, et où il s'impose aussi.

### 2021: Changement de copilote
Après 10 ans de partenariat, Thierry Neuville et Nicolas Gilsoul se séparent juste avant le début du championnat. Le nouveau copilote de Neuville est Martijn Wydaeghe.
Après plusieurs 3e places et un abandon alors qu'il était en tête au Rallye Safari, il s'impose lors du Rallye d'Ypres après 17 mois sans succès, et se relance au championnat. Il s'agit de la première victoire à ce niveau pour son nouveau copilote.

### 2024: Champion du monde
Thierry Neuville est sacré champion du monde WRC pour la première fois à la fin de la saison après des victoires à Monte-Carlo et en Grèce.

## Palmarès

### Titres
| Saison | Titre                                       | Voiture              |
| ------ | ------------------------------------------- | -------------------- |
| 2008   | Vainqueur du RACB Rally Contest             | Ford Fiesta ST       |
| 2009   | Vainqueur du Volant BFGoodrich Drivers Team | Peugeot 207 S2000    |
| 2009   | Vainqueur du Citroën Racing Trophy          | Citroën C2 R2 Max    |
| 2024   | Champion du monde des rallyes WRC           | Hyundai i20 N Rally1 |

### Victoires en championnat du monde des rallyes

#### Victoires en championnat du monde des Rallyes Junior (J-WRC)
| #                          | Saison                     | Rallye                     | Pays                       | Voiture                    |
| Copilote : Nicolas Klinger | Copilote : Nicolas Klinger | Copilote : Nicolas Klinger | Copilote : Nicolas Klinger | Copilote : Nicolas Klinger |
| -------------------------- | -------------------------- | -------------------------- | -------------------------- | -------------------------- |
| 1                          | 2010                       | 41e Rallye de Bulgarie     | Bulgarie                   | Citroën C2 S1600           |

#### Victoires en WRC

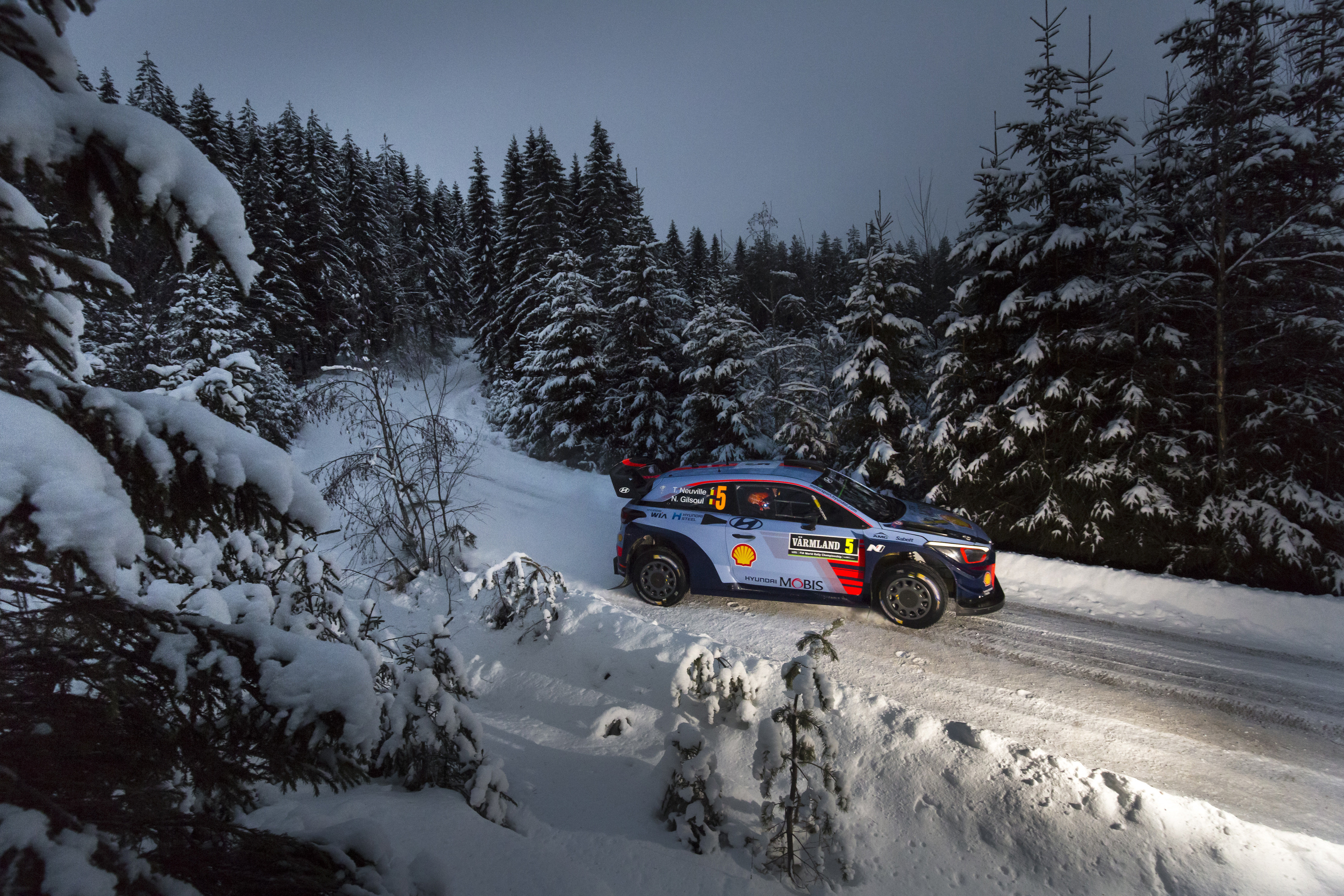
Thierry Neuville au Rallye de Suède 2017.

| #                           | Saison                     | Rallye                            | Pays                       | Voiture                    |
| Copilote : Nicolas Gilsoul  | Copilote : Nicolas Gilsoul | Copilote : Nicolas Gilsoul        | Copilote : Nicolas Gilsoul | Copilote : Nicolas Gilsoul |
| --------------------------- | -------------------------- | --------------------------------- | -------------------------- | -------------------------- |
| 1                           | 2014                       | 32e Rallye d'Allemagne            | Allemagne                  | Hyundai i20 WRC            |
| 2                           | 2016                       | 13e Rallye de Sardaigne           | Italie                     | Hyundai i20 WRC            |
| 3                           | 2017                       | 60e Tour de Corse                 | France                     | Hyundai i20 WRC            |
| 4                           | 2017                       | 37e Rallye d'Argentine            | Argentine                  | Hyundai i20 WRC            |
| 5                           | 2017                       | 74e Rallye de Pologne             | Pologne                    | Hyundai i20 WRC            |
| 6                           | 2017                       | 26e Rallye d'Australie            | Australie                  | Hyundai i20 WRC            |
| 7                           | 2018                       | 66e Rallye de Suède               | Suède                      | Hyundai i20 WRC            |
| 8                           | 2018                       | 52e Rallye du Portugal            | Portugal                   | Hyundai i20 WRC            |
| 9                           | 2018                       | 15e Rallye de Sardaigne           | Italie                     | Hyundai i20 WRC            |
| 10                          | 2019                       | 62e Rallye de Corse               | France                     | Hyundai i20 WRC            |
| 11                          | 2019                       | 39e Rallye d'Argentine            | Argentine                  | Hyundai i20 WRC            |
| 12                          | 2019                       | 55e Rallye de Catalogne           | Espagne                    | Hyundai i20 WRC            |
| 13                          | 2020                       | 88e Rallye automobile Monte-Carlo | Monaco                     | Hyundai i20 WRC            |
| Copilote : Martijn Wydaeghe |                            |                                   |                            |                            |
| 14                          | 2021                       | 57e Rallye d'Ypres                | Belgique                   | Hyundai i20 WRC            |
| 15                          | 2021                       | 56e Rallye de Catalogne           | Espagne                    | Hyundai i20 WRC            |
| 16                          | 2022                       | 66e Rallye de l'Acropole          | Grèce                      | Hyundai i20 N Rally1       |
| 17                          | 2022                       | 7e Rallye du Japon                | Japon                      | Hyundai i20 N Rally1       |
| 18                          | 2023                       | 20e Rallye de Sardaigne           | Italie                     | Hyundai i20 N Rally1       |
| 19                          | 2023                       | 1er Rallye d'Europe Centrale      | Europe centrale            | Hyundai i20 N Rally1       |
| 20                          | 2024                       | 92e Rallye automobile Monte-Carlo | Monaco                     | Hyundai i20 N Rally1       |
| 21                          | 2024                       | 68e Rallye de l'Acropole          | Grèce                      | Hyundai i20 N Rally1       |

#### Nombre de victoires WRC par rallye
| 3 victoires                            | 2 victoires | 1 victoire |
| -------------------------------------- | --- | --- |
| Rallye de Sardaigne (2016, 2018, 2023) | Tour de Corse (2017, 2019) Rallye d'Argentine (2017, 2019) Rallye de Catalogne (2019, 2021) Rallye Monte-Carlo (2020, 2024) Rallye de l'Acropole (2022, 2024) | Rallye d'Allemagne (2014) Rallye de Pologne (2017) Rallye d'Australie (2017) Rallye de Suède (2018) Rallye du Portugal (2018) Rallye d'Ypres (2021) Rallye du Japon (2022) Rallye d'Europe Centrale (2023) |

## Résultats WRC

### Résultats complets des saisons de Thierry Neuville en WRC
| Saison | Équipe                          | Voiture               | Départs | Victoires | Podiums | Abandons | Points | Classement final |
| ------ | ------------------------------- | --------------------- | ------- | --------- | ------- | -------- | ------ | ---------------- |
| 2009   | Équipe nationale RACB           | Citroën C2 R2 Max     | 1       | 0         | 0       | 1        | 0      | NC               |
| 2010   | Solutions Automeca              | Citroën C2 S1600      | 5       | 0         | 0       | 3        | 0      | NC               |
| 2012   | Citroën Junior World Rally Team | Citroën DS3 WRC       | 13      | 0         | 0       | 1        | 53     | 7e               |
| 2013   | Qatar World Rally Team          | Ford Fiesta RS WRC    | 13      | 0         | 7       | 1        | 176    | 2e               |
| 2014   | Hyundai World Rally Team        | Hyundai i20 WRC       | 13      | 1         | 3       | 2        | 105    | 6e               |
| 2015   | Hyundai World Rally Team        | Hyundai i20 WRC       | 13      | 0         | 2       | 2        | 90     | 6e               |
| 2016   | Hyundai World Rally Team        | Hyundai i20 WRC       | 13      | 1         | 7       | 1        | 160    | 2e               |
| 2017   | Hyundai World Rally Team        | Hyundai Coupe i20 WRC | 13      | 4         | 8       | 1        | 208    | 2e               |
| 2018   | Hyundai World Rally Team        | Hyundai Coupe i20 WRC | 13      | 3         | 6       | 1        | 201    | 2e               |
| 2019   | Hyundai World Rally Team        | Hyundai Coupe i20 WRC | 13      | 3         | 7       | 1        | 227    | 2e               |
| 2020   | Hyundai World Rally Team        | Hyundai Coupe i20 WRC | 7       | 1         | 3       | 2        | 87     | 4e               |
| 2021   | Hyundai World Rally Team        | Hyundai Coupe i20 WRC | 12      | 2         | 7       | 2        | 176    | 3e               |
| 2022   | Hyundai World Rally Team        | Hyundai i20 N Rally1  | 13      | 2         | 5       | 0        | 193    | 3e               |
| 2023   | Hyundai World Rally Team        | Hyundai i20 N Rally1  | 13      | 2         | 8       | 0        | 189    | 3e               |
| 2024   | Hyundai World Rally Team        | Hyundai i20 N Rally1  | 13      | 2         | 6       | 0        | 242    | Champion         |
| Total  | Total                           | Total                 | 167     | 21        | 69      | 18       | 2 107  | —                |

### Résultats détaillés en WRC
| 2009       | IRL | NOR | CYP | POR | ARG | ITA | GRE | POL | FIN | AUS | ESP | GBR |     |     | 0          | -        |  |  |
| 2009       | -   | -   | -   | -   | -   | -   | -   | -   | -   | -   | Ab. | -   |     |     | 0          | -        |  |  |
|            |     |     |     |     |     |     |     |     |     |     |     |     |     |     |            |          |  |  |
| 2010       | SWE | MEX | JOR | TUR | NZL | POR | BUL | FIN | GER | JPN | FRA | ESP | GBR |     | 0          | -        |  |  |
| 2010       | -   | -   | -   | Ab. | -   | Ab. | 12e | -   | Ab. | -   | 27e | -   | -   |     | 0          | -        |  |  |
| J-WRC 2010 |     |     |     | Ab. |     | Ab. | 1er |     | Ab. |     | 3e  | -   |     | 40  | 7e (J-WRC) |          |  |  |
|            |     |     |     |     |     |     |     |     |     |     |     |     |     |     |            |          |  |  |
| 2012       | MON | SWE | MEX | POR | ARG | GRE | NZL | FIN | GER | GBR | FRA | ITA | ESP |     | 53         | 7e       |  |  |
| 2012       | Ab. | 12e | 13e | 8e  | 5e  | 6e  | 5e  | 16e | 12e | 7e  | 4e  | 18e | 12e |     | 53         | 7e       |  |  |
|            |     |     |     |     |     |     |     |     |     |     |     |     |     |     |            |          |  |  |
| 2013       | MON | SWE | MEX | POR | ARG | GRE | ITA | FIN | GER | AUS | FRA | ESP | GBR |     | 176        | 2e       |  |  |
| 2013       | Ab. | 5e  | 3e  | 17e | 5e  | 3e  | 2e  | 2e  | 2e  | 2e  | 4e  | 4e  | 3e  |     | 176        | 2e       |  |  |
|            |     |     |     |     |     |     |     |     |     |     |     |     |     |     |            |          |  |  |
| 2014       | MON | SWE | MEX | POR | ARG | ITA | POL | FIN | GER | AUS | FRA | ESP | GBR |     | 105        | 6e       |  |  |
| 2014       | Ab. | 28e | 3e  | 7e  | 5e  | 16e | 3e  | Ab. | 1er | 7e  | 8e  | 6e  | 4e  |     | 105        | 6e       |  |  |
|            |     |     |     |     |     |     |     |     |     |     |     |     |     |     |            |          |  |  |
| 2015       | MON | SWE | MEX | ARG | POR | ITA | POL | FIN | GER | AUS | FRA | ESP | GBR |     | 90         | 6e       |  |  |
| 2015       | 5e  | 2e  | 8e  | Ab. | 39e | 3e  | 6e  | 4e  | 5e  | 7e  | 23e | 8e  | Ab. |     | 90         | 6e       |  |  |
|            |     |     |     |     |     |     |     |     |     |     |     |     |     |     |            |          |  |  |
| 2016       | MON | SWE | MEX | ARG | POR | ITA | POL | FIN | GER | CHN | FRA | ESP | GBR | AUS | 160        | 2e       |  |  |
| 2016       | 3e  | 14e | Ab. | 6e  | 29e | 1er | 4e  | 4e  | 3e  | An. | 2e  | 3e  | 3e  | 3e  | 160        | 2e       |  |  |
|            |     |     |     |     |     |     |     |     |     |     |     |     |     |     |            |          |  |  |
| 2017       | MON | SWE | MEX | FRA | ARG | POR | ITA | POL | FIN | GER | ESP | GBR | AUS |     | 208        | 2e       |  |  |
| 2017       | 15e | 13e | 3e  | 1er | 1er | 2e  | 3e  | 1er | 6e  | 44e | Ab. | 2e  | 1er |     | 208        | 2e       |  |  |
|            |     |     |     |     |     |     |     |     |     |     |     |     |     |     |            |          |  |  |
| 2018       | MON | SWE | MEX | FRA | ARG | POR | ITA | FIN | GER | TUR | GBR | ESP | AUS |     | 201        | 2e       |  |  |
| 2018       | 5e  | 1er | 6e  | 3e  | 2e  | 1er | 1er | 9e  | 2e  | 16e | 5e  | 4e  | Ab. |     | 201        | 2e       |  |  |
|            |     |     |     |     |     |     |     |     |     |     |     |     |     |     |            |          |  |  |
| 2019       | MON | SWE | MEX | FRA | ARG | CHI | POR | ITA | FIN | GER | TUR | GBR | ESP | AUS | 227        | 2e       |  |  |
| 2019       | 2e  | 3e  | 4e  | 1er | 1er | Ab. | 2e  | 6e  | 6e  | 4e  | 8e  | 2e  | 1er | An. | 227        | 2e       |  |  |
|            |     |     |     |     |     |     |     |     |     |     |     |     |     |     |            |          |  |  |
| 2020       | MON | SWE | MEX | EST | TUR | ITA | BEL | ITA |     |     |     |     |     |     | 87         | 4e       |  |  |
| 2020       | 1er | 6e  | 13e | Ab. | 2e  | 2e  | An. | Ab. |     |     |     |     |     |     | 87         | 4e       |  |  |
|            |     |     |     |     |     |     |     |     |     |     |     |     |     |     |            |          |  |  |
| 2021       | MON | FIN | CRO | POR | ITA | KEN | EST | BEL | GRE | FIN | ESP | ITA |     |     | 176        | 3e       |  |  |
| 2021       | 3e  | 3e  | 3e  | 36e | 3e  | Ab. | 3e  | 1er | 8e  | Ab. | 1er | 4e  |     |     | 176        | 3e       |  |  |
|            |     |     |     |     |     |     |     |     |     |     |     |     |     |     |            |          |  |  |
| 2022       | MON | SWE | CRO | POR | ITA | KEN | EST | FIN | BEL | GRE | NZL | ESP | JPN |     | 193        | 3e       |  |  |
| 2022       | 6e  | 2e  | 3e  | 5e  | 41e | 5e  | 4e  | 5e  | 20e | 1er | 4e  | 2e  | 1er |     | 193        | 3e       |  |  |
|            |     |     |     |     |     |     |     |     |     |     |     |     |     |     |            |          |  |  |
| 2023       | MON | SWE | MEX | CRO | POR | ITA | KEN | EST | FIN | GRE | CHI | UE  | JPN |     | 189        | 3e       |  |  |
| 2023       | 3e  | 3e  | 2e  | 33e | 5e  | 1er | Dq. | 2e  | 2e  | 17e | 2e  | 1er | 13e |     | 189        | 3e       |  |  |
|            |     |     |     |     |     |     |     |     |     |     |     |     |     |     |            |          |  |  |
| 2024       | MON | SWE | KEN | CRO | POR | ITA | POL | LET | FIN | GRE | CHI | UE  | JPN |     | 242        | Champion |  |  |
| 2024       | 1er | 4e  | 5e  | 3e  | 3e  | 41e | 4e  | 8e  | 2e  | 1er | 4e  | 3e  | 6e  |     | 242        | Champion |  |  |
|            |     |     |     |     |     |     |     |     |     |     |     |     |     |     |            |          |  |  |
| 2025       | MON | SWE | KEN | CAN | POR | ITA | GRE | EST | FIN | PAR | CHI | UE  | JAP | ARA | 59*        | 3e*      |  |  |
| 2025       | 6e  | 3e  | 3e  | 7e  |     |     |     |     |     |     |     |     |     |     | 59*        | 3e*      |  |  |

*Saison en cours

## Résultats IRC

### Victoires en IRC
| #                          | Saison                     | Rallye                     | Pays                       | Voiture                    |
| Copilote : Nicolas Gilsoul | Copilote : Nicolas Gilsoul | Copilote : Nicolas Gilsoul | Copilote : Nicolas Gilsoul | Copilote : Nicolas Gilsoul |
| -------------------------- | -------------------------- | -------------------------- | -------------------------- | -------------------------- |
| 1                          | 2011                       | 54e Tour de Corse          | France                     | Peugeot 207 S2000          |
| 2                          | 2011                       | 53e Rallye Sanremo         | Italie                     | Peugeot 207 S2000          |

### Résultats détaillés en IRC
| 2009 | MON | BRA | KEN | POR | BEL | RUS | POR | CZE | ESP | ITA | JPN | SCO |     | 0   | -  |  |  |  |
| 2009 | -   | -   | -   | -   | Ab. | -   | -   | -   | -   | -   | An. | -   |     | 0   | -  |  |  |  |
|      |     |     |     |     |     |     |     |     |     |     |     |     |     |     |    |  |  |  |
| 2010 | MON | BRA | ARG | ESP | ITA | BEL | POR | POR | CZE | ESP | ITA | SCO | CYP | 12  | 9e |  |  |  |
| 2010 | -   | -   | -   | Ab. | 4e  | 3e  | -   | -   | Ab. | An. | 8e  | Ab. | -   | 12  | 9e |  |  |  |
|      |     |     |     |     |     |     |     |     |     |     |     |     |     |     |    |  |  |  |
| 2011 | MON | CAN | COR | UKR | BEL | AÇO | CZE | HUN | ITA | SCO | CHY |     |     | 115 | 5e |  |  |  |
| 2011 | Ab. | 3e  | 1er | 6e  | Ab. | -   | 4e  | 2e  | 1er | 6e  | Ab. |     |     | 115 | 5e |  |  |  |

## Autres victoires en rallye
| # | Saison | Rallye                           | Pays     | Copilote         | Voiture                |
| - | ------ | -------------------------------- | -------- | ---------------- | ---------------------- |
| 1 | 2011   | Golden Stage Rally               | Chypre   | Nicolas Gilsoul  | Peugeot 207 S2000      |
| 2 | 2011   | Rallye des Crêtes                | Belgique | Patrick Heinen   | Citroen R2 Max         |
| 3 | 2014   | East Belgian Rally               | Belgique | Nicolas Gilsoul  | Hyundai i20 WRC        |
| 4 | 2016   | Trofeo Pucci Grocci Night Sprint | Italie   | Pas de copilote  | Hyundai i20 WRC        |
| 5 | 2017   | Legend Boucles à Bastogne        | Belgique | Nicolas Gilsoul  | Porsche 911 Carrera RS |
| 6 | 2018   | Rallye d'Ypres                   | Belgique | Nicolas Gilsoul  | Hyundai i20 R5         |
| 7 | 2021   | 44e Rallye Il Ciocco             | Italie   | Martijn Wydaeghe | Hyundai i20 R5         |

## Récompenses personnelles
- Mérites Sportifs de la Fédération Wallonie-Bruxelles : meilleur sportif 2013 ;
- Pilote belge de l'année : 2011, 2013, 2016, 2017 et 2018.